# Baodi

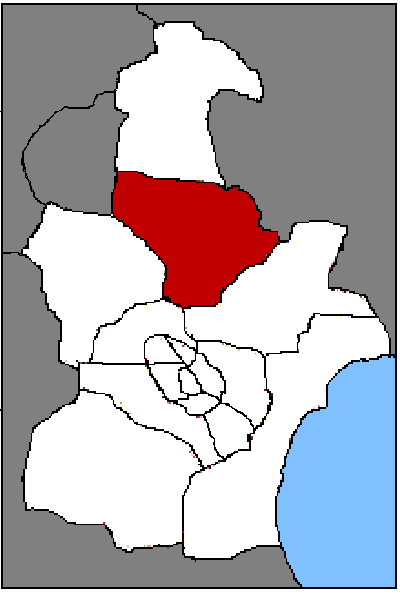
Lage Baodis in Tianjin

Baodi (chinesisch 宝坻区, Pinyin Băodĭ Qū) ist ein Stadtbezirk der regierungsunmittelbaren Stadt Tianjin in Nordchina. Baodi hat eine Fläche von 1.510 km² und 722.367 Einwohner (Stand: Zensus 2020).

## Administrative Gliederung
Auf Gemeindeebene setzt sich Baodi aus 19 Großgemeinden und drei Gemeinden zusammen. Diese sind:
- Großgemeinde Chengguan (城关镇);
- Großgemeinde Dakoutun (大口屯镇);
- Großgemeinde Dabaizhuang (大白庄镇);
- Großgemeinde Wangbuzhuang (王卜庄镇);
- Großgemeinde Fangjiazhuang (方家庄镇);
- Großgemeinde Lintingkou (林亭口镇);
- Großgemeinde Bamencheng (八门城镇);
- Großgemeinde Dazhongzhuang (大钟庄镇);
- Großgemeinde Xin’an (新安镇);
- Großgemeinde Majiadian (马家店镇);
- Großgemeinde Huogezhuang (霍各庄镇);
- Großgemeinde Xinkaikou (新开口镇);
- Großgemeinde Datangzhuang (大唐庄镇);
- Großgemeinde Gaojiazhuang (高家庄镇);
- Großgemeinde Koudong (口东镇);
- Großgemeinde Niudaokou (牛道口镇);
- Großgemeinde Shigezhuang (史各庄镇);
- Großgemeinde Haogezhuang (郝各庄镇);
- Großgemeinde Zhouliangzhuang (周良庄镇);
- Gemeinde Niujiapai (牛家牌乡);
- Gemeinde Erwangzhuang (尔王庄乡);
- Gemeinde Huangzhuang (黄庄乡).